# Tvångsvård
Tvångsvård är vård som sker mot den vårdades vilja eller oberoende av dennes samtycke. Tvångsvård är vanligen reglerat i lag. Tvångsvård kan ske i öppenvård eller slutenvård (heldygnsvård).

## Tvångsvård i Sverige
I Sverige kräver all tvångsvård stöd i lag eftersom tvånget innebär en begränsning av den grundlagsskyddade rätten att slippa påtvingade kroppsliga ingrepp (2 kap. 6 § regeringsformen, RF) och rätten att inte bli frihetsberövad (2 kap. 8 § RF). Att dessa rättigheter får begränsas genom lag framgår av 2 kap. 20 § regeringsformen.
Tvångsvård i Sverige bedrivs enligt 
- Lag om vård av missbrukare i vissa fall
- Lag med särskilda bestämmelser om vård av unga
- Lag om psykiatrisk tvångsvård, se även psykiatrisk tvångsvård
- Lag om rättspsykiatrisk vård, se även rättspsykiatrisk vård
- Smittskyddslagen

## Tvångsvårdens historia i Sverige
Under 1900-talet fram till Socialtjänstlagens införande 1980 var det tillåtet att tvångsomhänderta alkoholmissbrukare och spärra in dem på alkoholistanstalt i upp till fyra år med stöd av först lagen om behandling av alkoholister (1913:102; 1933:233) och därefter Nykterhetsvårdslagen (1954:579).